# O Inspetor
O Inspetor é um desenho de animação, criado pelos estúdios DePatie-Freleng Enterprises. Foi criado a partir do enorme sucesso da Pantera cor-de-rosa e tem como personagem principal, um inspetor da polícia francesa, a Sureté, extremamente atrapalhado. Baseado no personagem Inspetor Clouseau, interpretado por Peter Sellers no filme da A Pantera Cor-de-rosa.
Também possuía a mesma música famosíssima, composta por Henry Mancini, título da "Pantera".
Os episódios tinham cerca de 7 minutos de duração.
Já no primeiro episódio surgem várias referências a um famoso diamante (Pantera cor-de-rosa) e a um famoso personagem da vida real (Charles de Gaulle).

## Lista de episódios
nomes (em português) e os originais (em inglês):
1) O Caso das Três Dores de Cabeças (The Great DeGaulle Stone Operation)
Sinopse: Ao perder a famosa Pedra de Gaulle (tinha que cuidar dela por 23 horas e meia, pois ela era avaliada em 10 milhões de francos), o Inspetor corre atrás dos ladrões, que eram um trio que usava as cabeças. Ao capturá-los, porém, o policial engole o diamante e é internado.
2) Remando, Remando e Afundando (Reaux, Reaux, Reaux Your Boat)
Sinopse: O Capitão Marusco, acusado de contrabando de joias, é procurado pelo Inspetor e pelo Sargento Du, no entanto, os dois tem seus barcos afundando. Porém, o contrabandista e seu bando são presos.
3) Napoleão Bombas a Parte (Napoleon Blown-Aparte)
Sinopse: Ameaçado de morte por um criminoso conhecido por explodir bombas, o comissário pede proteção ao Inspetor, que o leva para vários lugares em busca de proteção, mas toda vez que o Comissário é atingido por uma explosão, o Comissário agride o Inspetor, culpando-o. No final, o louco da bomba é preso.
4) A Obra-prima do Inspetor (Cirrhosis Of The Louvre)
Sinopse: A dupla de policiais passa a noite no Museu do Louvre, vigiando as obras do local; porém, elas são roubadas pelo Mancha. Por isso, o comissário se irrita e pede que O Inspetor as recupere, sob pena de perder o emprego.
5) Mantendo a Forma (Plastered In Paris)
Sinopse: Durante o almoço, os policiais recebem a missão de capturar um homem conhecido como X, mas sem sucesso. Porém, no quartel, descobrem que o X é na verdade o Capitão Timon, professor de Educação Física.
6) O Inspetor Que Cacarejava (Cock-A-Doodle Deux Deux)
Sinopse: Ao se distrair, o Inspetor perde a Pedra Primodí, o maior diamante do mundo, que tinha que vigiar durante uma festa. Depois, sob irritação do comissário, ele decide investigar e descobre que o responsável por roubar a pedra era uma galinha, que queria se vingar da madame, que tinha roubado galinhas e herdado uma enorme fortuna.
7) O Roubo das Bananas (Ape Suzette)
Sinopse: Um navio de bananas é roubado e o Inspetor decide ir até lá para pegar os ladrões, porém, é agredido e o Sargento Du se encarrega de capturá-los.
8) O Batedor de Carteiras (The Pique Poquette Of Paris)
Sinopse: Pierre, o Aranha, entra na mira dos policiais. A confusão começa quando o criminoso rouba os pertences do Inspetor. Depois, ele tenta capturá-lo, mas não consegue. No final, Pierre é preso pelo sargento Du, porém, o Inspetor também é preso, pois usou dinheiro de brinquedo do sargento.
9) Saúde, Monstro (Sicque! Sicque! Sicque!)
Sinopse: O Inspetor e o sargento Du vivem aventuras problemáticas com um monstro em uma mansão mal-assombrada.
10) Um Inspetor Acima de Suspeitas (That's No Lady -- That's Notre Dame!)
Sinopse: Disfarçado de mulher, o Inspetor tenta capturar um batedor de carteiras que roubou a bolsa da mulher do comissário; porém, ela acusa o marido de a ter traído com o policial. No final, o Sargento Du, também disfarçado de mulher, prende o ladrão.
11) Seguro contra Seguros (Unsafe And Seine)
Sinopse: O Inspetor é designado para encontrar um agente que tem provas de que o policial estaria prestes a morrer. Porém, ele e o Sargento Du descobrem que o agente era na verdade um corretor de seguros.
12) Um Inspetor em Apuros (Toulouse La Trick)
Sinopse: Após ser recapturado, o foragido Toulouse de Loose é levado pelo Inspetor de volta para Paris. Porém, numa distração dele, Toulouse foge (amarrado) e leva o policial como réfem. Mas, no final, o Inspetor se recupera e o prende.
13) Sorte ou Revés (Sacre Bleu Cross)
Sinopse: Na sexta-feira 13, o Inspetor e o Sargento Du precisam capturar Hassan, o Assassino, que fugiu da prisão. Porém, Hassan atrapalha os planos e ainda os surpreende, pedindo os seus objetos. Mas, ele tem azar quando recebe um pezinho de coelho.
14) Tudo pelo Silêncio (Le Quiet Squad)
Sinopse: No feriado da Queda da Bastilha, o Inspetor precisa cuidar do Comissário, que está doente, devido a stress. Porém, o policial se atrapalha, com um gato que fica causando barulho e interrompendo o descanso de seu superior.
15) Que Viagem (Bomb Voyage)
Sinopse: O Inspetor e o Sargento Du viajam para um planeta desconhecido, com a missão de encontrar o Comissário, que foi sequestrado. E por lá, vivem grandes problemas.
16) Inspetor e os Motociclistas (Le Pig-Al Patrol)
Sinopse: O Inspetor vai a caça de um grupo de motociclistas desordeiros liderado por Pig-Al. A missão é considerada fácil e a gangue é presa.
17) O Melhor Amigo de Um Policial (Le Bowser Bagger)
Sinopse: O Inspetor conta com a ajuda de um cachorro para capturar um perigoso criminoso.
18) Um Inspetor Atrás das Grades (Le Escape Goat)
Sinopse: Ao tentar capturar um assaltante disfarçado de Inspetor, o verdadeiro é capturado e condenado. Por isso, ele tenta, de várias formas escapar da cadeia, porém sem sucesso.
19) Um Inspetor em Fuga (Le Cop On Le Rocks)
Sinopse: Depois de falhar em capturar um fugitivo, o Inspetor é suspenso e é perseguido pelo comissário. Porém, o criminoso é preso.
20) Uma Jóia de Corvo (Crow De Guerre)
Sinopse: Vigiando a cidade, o Inspetor dá de cara com um corvo ladrão de jóias. Ao ver ele, o policial tenta capturá-lo, porém sem sucesso. No final, o animal decide devolver as joias, sem o policial saber de que era uma granada.
21) Inspetor com Duas Caras (Canadian Can-Can)
Sinopse: Selecionado para trabalhar com a Polícia Real Montada do Canadá, o Inspetor tem a missão de capturar Harry Duas Caras. Conhecendo ele, o policial faz até amizades, porém ele o percebe e vai a caça. A corrida é tanta que os dois acabam saindo do cenário, fazendo o Inspetor pedir ao desenhista para que ele prenda o criminoso.
22) Inspetor Perdido Na Ilha (Tour De Farce)
Sinopse: O Inspetor é designado para levar Mack La Truck, o maior procurado da França para a Ilha do Diabo, para a qual o criminoso deverá ficar o resto da vida. Porém os dois vão para uma ilha deserta e acabam presos e perdidos tentando sobreviver. No final, o Lá Truck é vencido e o policial o leva para a Ilha do Diabo.
23) Uma Foto Para a Posteridade (The Shooting Of Caribou Lou)
Sinopse: O Inspetor decide passar as férias no Canadá para trabalhar com a Polícia Real Montada e estudar os métodos deles. O objetivo dessa missão é vigiar Caribou Lou, que estava preso. Porém, o policial é feito réfem e acaba sendo obrigado a obedecer o que ele mandar. Mas, um pedido de foto acaba por prender Caribou.
26) Inspetor em Londres (London Derriere)
Sinopse: O Inspetor tenta capturar um criminoso pela Europa toda, porém ao chegar em Londres, ele é proibido por um policial local de usar armas. Porém, com a insistência deles, o criminoso é preso.
27) O Robô Que Roubou Nosso Lugar (Les Miserobots)
Sinopse: O Comissário apresenta para o Inspetor um policial robótico para capturar criminosos. Porém, o que policial não sabe é que o robô passou a ficar no seu lugar. Por isso, o Inspetor tenta, sem sucesso, eliminá-lo. No final, o Comissário, ao receber uma aviso do presidente de que está satisfeito com o trabalho do policial robótico, é surpreendido com a notícia de que ele iria substituí-lo.
28) Inspetor na Transilvânia (Transylvania Mania)
Sinopse: O Inspetor vai a Transilvânia para capturar um cientista que havia feito monstros sem licença. porém, acaba se perdendo e se metendo com dois monstros que o querem.
29) Caça ao Inspetor (Bear De Guerre)
Sinopse: Ao caçar uma codorna, o Inspetor acaba acertando sem querer um urso que fica irritado. Além disso, ele descumpre um pedido para não caçar animais.
30) O Fantasma da Ópera (Cherche Le Phantom)
Sinopse: Durante uma noite, o Inspetor recebe um pedido do Comissário para escolher uma de duas missões. A escolhida foi capturar um fantasma que está assombrando o Paris Opera House. Ao chegar lá, ele tenta intimidá-lo de todas as maneiras, mas na caçada final, descobre que o fantasma era um Gorila que fugiu do Zoológico.
31) Mundo Cão (Le Great Dane Robbery)
Sinopse: O Inspetor vai até a uma embaixada para recuperar o Livro de Código, roubado da Polícia. Ele acaba se atrapalhando por conta de um cão que estava fazendo a segurança; porém consegue encontrar o Livro e ganha suas merecidas férias.
32) Tática do Inspetor (La Feet's Defeat)
Sinopse: Um criminoso cheio de truques, chamado de Muddy La Fit, foge da prisão e o Inspetor é designado para recapturá-lo. Para isso, decide deixar que o Sargento Du vá atrás dele. Porém, o que eles não sabem é que o Comissário marcou as pegadas.
33) O Casal Perfeito (Le Ball And Chain Gang)
Sinopse: Charlie e Edna brigam enquanto o Inspetor tenta capturá-los, o que consegue quando o homem bate sem intenção em sua esposa.
34) Inspetor e o Diamante (French Freud)
Sinopse: Passando por apuros, o Inspetor pede ajuda e descobre que ele estava correndo risco de morrer. Mesmo assim, ele continua corajoso e captura os ladrões que estavam tentando roubar o Diamante Du Barry, que estava prestes a ir para a exposição. Porém, o dono do museu estava com o diamante verdadeiro, enquanto o policial estava com o falso.
35) O Agente Nada Especial (Pierre And Cottage Cheese)
Sinopse: Para capturar um sujeito conhecido como Pierre Le Pink, o Inspetor pede ajuda a um Agente chamado de Charlie. Porém, ele não consegue capturar o criminoso, que estava dentro do agente.
36) Peso na Consciência (Carte Blanched)
Sinopse: Depois de fazer compras, o Inspetor entra em apuros por ter levado o carrinho de compras junto. Em perigo, ele tenta de todas as maneiras se livrar do objeto, porém sem sucesso.

## Ficha técnica
- Distribuição: United Artists
- Direção:Friz Freleng
- Produção: David H. DePatie e Friz Freleng
- Animação: Manny Perez, Don Williams, Bob Matz, Warren Batchelder, Norm McCabe, George Grandpré
- Roteirista: John W. Dunn.
- Data de estreia: 21 de Dezembro de 1965
- Colorido

## Dubladores

### Nos Estados Unidos
- O Inspetor e Sargento Dudu (Deux-Deux) - Pat Harrington Jr.
- Sargento Dudu (Deux-Deux) - Don Messick
- Comissãrio - Larry Storch, Paul Frees e Marvin Miller

### No Brasil[2]
- O Inspetor - Ary de Toledo, Leonardo José e Paulo Bernardo
- Sargento Dudu - Carlos Marques e Clécio Souto
- Comissãrio - Guálter França e Waldir Fiori

## Redublagem
- Inspetor: Tatá Guarnieri
- Sargento Dudu: Élcio Sodré
- Comissário: Carlos Campanile

## Em outros idiomas
- Inglês: The Inspector